# ديفيد ماكفارلين
ديفيد ماكفارلين (بالإنجليزية: David Macfarlane)‏ (1952، هاميلتون في كندا)؛ روائي كندي.